# Fiume anastomizzato
Un fiume anastomizzato possiede un particolare tipo di morfologia fluviale, consistente in una rete di fiumi pluricursali formati da 2 o più canali relativamente stabili e con sinuosità variabile, in genere meandriformi e interconnessi fra loro. 
Le pendenze dei canali sono bassissime (≤0,1%).
Le zone che dividono i rami non sono barre ma porzioni di piana alluvionale con dimensioni maggiori rispetto alla larghezza dei canali.
I singoli canali morfologicamente sono simili ai corsi d'acqua a canali intrecciati, anche rispetto all'evoluzione dei meandri. Risultano tuttavia avere una dinamica fluviale più lenta perché la forte coesione delle sponde apporta un'elevata stabilità dell'alveo.

## Localizzazione
Sono piuttosto rari; si possono trovare in aree dove il corso d'acqua tende ad accrescere i processi deposizionali. 
Per questo, sempre più spesso si parla di questo tipo di morfologia fluviale rispetto a dei tratti piuttosto che di interi fiumi.